# Juan Fueyo Margareto
Juan Fueyo Margareto   (Oviedo, 1957) és un científic asturià, investigador als Estats Units de l'enginyeria genètica de virus dissenyats per combatre el càncer. És professor de neurooncologia de l’Anderson Cancer Center a Houston i els seus treballs i articles s'han publicat en diferents societats científiques i han tingut ressò en mitjans com Science Daily, The Times o Forbes. El 2021 va publicar "Viral".
Als divuit anys es va traslladar amb la seva família des de Vallobín a Barcelona, on el seu pare, ferroviari, va obtenir una plaça a Renfe. Va estudiar Medicina i mentre feia la residència de neurologia a Barcelona va conèixer a Candelaria Gómez Manzano, amb qui es va casar i amb qui va marxar a Houston, Texas, on van entrar al Centre Oncològic MD Anderson a la Universitat de Texas. El matrimoni té tres fills.
En la seva recerca, ha descobert un virus que podria servir per tractar els tumors cerebrals. El 2003, va desenvolupar un virus modificat que es fa servir per al tractament del tumor cerebral, l'evolució del qual sol ser mortal en poc temps. Aquest estudi clínic, desenvolupat en el M. D. Anderson Center de Houston té com a objectiu atacar el càncer amb un virus manipulat genèticament de manera que acabi només amb les cèl·lules canceroses.
En el seu llibre Viral, de 2021, afirma l'alta probalilitat de que la generació actual pateixi un apocalipsi i que un virus assassini 3.500 milions de persones els propers 10 anys.